# Nagy Enikő (brácsaművész)
Nagy Enikő (Budapest, 1967. június 22. –) magyar brácsaművész-tanár.

## Életútja
A budapesti Liszt Ferenc Zeneművészeti Főiskola brácsa szakán 1985 és 1990 között Bársony László és Konrád György voltak a tanárai, 2012-ben szerezte meg a DLA-fokozatot, majd 6a Pécsi Tudományegyetem művészeti karán habilitált. Mesterkurzust végzett Végh Sándornál, Simon Albertnél, Kurtág Györgynél, Simon Standagenél és Tóth Zoltánnál. 
1989-1992 közt a Bartók Béla Zeneművészeti Szakközépiskola, majd 1999-2004 közt a Continuo Alapítványi Zeneművészeti Szakközépiskola, 2001-2003 közt a budapesti Liszt Ferenc Zeneművészeti Főiskolatanára volt. 2014 óta a Szegedi Tudományegyetem Bartók Béla Művészeti Karán tanít, ahol 2020 óta kinevezett egyetemi tanár.
Pályafutása során a következő zenekarokban, formációkban játszott: 1987-93 Budapesti Fesztiválzenekar (a zenekar 1992/93-as évadban történt állandósításakor alapító tag); 1988-92 Camerata Academica Salzburg (műv. vezető: Végh Sándor); 1992-97 Danubius Vonósnégyes; 1996-tól Nicolaus Esterházy Sinfonia (Naxos) – szólamvezető; 1997-tól Camerata Transsylvanica Budapest Kamarazenekar – szólamvezető, szólóbrácsa; 1998-tól Camerata Budapest Vonósnégyes alapítása; 2000-tól Louis Spohr Sinfonietta (Ausztria) – szólóbrácsa; 2002 A Magyar Állami Operaház Failoni Kamarazenekara − szólamvezető; 2005-07 Budafoki Dohnányi Ernő Szimfonikus Zenekar – szólamvezető; 2007-tól Liszt-Wagner Szimfonikus Zenekar, Budapest (Jurij Simonov) – szólamvezető; 2013 MR Vonósnégyes.
Elkötelezettje a magyar kortárs és XX. századi zenének, többek közt bemutatta Balassa Sándor, Kocsár Miklós, Tóth Péter, Bánkövi Gyula, Togobickij Viktor, Orbán György, Vajda János, Madarász Iván, Szőnyi Erzsébet, Szemző Tiborés Gallai Attila műveit, továbbá előadta Kurtág György, Mihály András, Farkas Ferenc, Vidovszky László, Petrovics Emil, Soós András és Dávid Gyula számos darabját és Bartók hat vonósnégyesét.